# Битва при Роузбад
Битва при Роу́збад или Битва на Роузбад — сражение между индейским союзом сиу—шайенны и армией США, произошедшее 17 июня 1876 года у реки Роузбад, Монтана.

## Предыстория
В 1874 году экспедиция под руководством Джорджа Армстронга Кастера исследовала Блэк-Хилс, часть резервации, обещанной по договору 1868 года индейцам сиу и шайеннам, и обнаружила там золото.
В 1875 году произошёл наплыв золотоискателей в Блэк-Хилс. Всё больше белых людей проникало на священные земли лакота и шайеннов. Обстановка накалялась. Небольшие нападения индейцев на золотоискателей постепенно переросли в войну, названную Великой войной сиу или Войной за Чёрные Холмы.
Правительство США попыталось купить индейские земли, но соглашение не было достигнуто — сиу и шайенны предпринимали отчаянные попытки изгнать белых людей со своей земли. Пятнистый Хвост и Красное Облако, посетившие Вашингтон, отказались продавать Блэк-Хилс за 6 миллионов долларов. Американское правительство стало решать проблему обычным для себя путём. Оно обязало всех свободных индейцев зарегистрироваться до 31 января 1876 года, в противном случае они должны были считаться врагами. По всем зимним стоянкам были разосланы гонцы. Кочевать в такие морозы было невозможно, подчинились лишь немногие, большинство сиу и шайеннов остались на месте. Против них весной 1876 года военный департамент организовал карательную экспедицию, однако она не смогла достичь цели. Летняя кампания была спланирована более серьёзно. На территорию сиу и шайеннов армия США выступила тремя колоннами, с разных сторон, чтобы окончательно разбить индейцев и заставить их уйти в резервацию. С запада шёл полковник Джон Гиббон, с востока — генерал Альфред Терри вместе с кавалерийским полком Джорджа Армстронга Кастера, с юга — генерал Джордж Крук.

## Битва
Разведчики из индейского лагеря обнаружили крупные силы солдат генерала Джорджа Крука 16 июня 1876 года. Под командованием Крука находились 47 офицеров и около 1000 солдат американской армии, а также 262 скаута из кроу и восточных шошонов. Совершив ночной переход, сиу и шайенны утром атаковали солдат, для которых это было полной неожиданностью.
С утра и до захода солнца сиу и шайенны противостояли солдатам и отряду скаутов кроу и восточных шошонов. Первыми приняли на себя удар скауты Крука. Некоторое время велось сразу две, а потом и три самостоятельных схватки. Силы обеих сторон были приблизительно равны — примерно по 1200 воинов. Сиу и шайенны то нападали, то отступали и рассеивались на небольшие группы. Солдаты вели прицельный огонь, а их скауты преследовали сиу и шайеннов. В ходе сражения нападавшие и отступавшие неоднократно менялись местами.
Хоть битва проходила тяжело и долго, потери и той, и другой стороны оказались небольшими. Солдаты Крука израсходовали в бою практически весь свой боезапас и он был вынужден свернуть военную кампанию. Солдаты отступили, тогда как индейцы посчитали себя победителями.

## Итог
Считается, что именно благодаря участию скаутов кроу и восточных шошонов Джордж Крук избежал полного разгрома. Недаром сиу и шайенны называли Битву на Роузбад Битвой с нашими индейскими врагами. Шайенны ещё называли эту битву Сражение, когда сестра спасла брата. Главным же итогом этого сражения было то, что сиу и шайенны поняли, они могут противостоять большой армии белых и победить её.